# Hans Woellke
Hans Otto Woellke (Biskupiec, 18 de fevereiro de 1911 - Khatyn, 26 de março de 1943) foi um atleta alemão, campeão olímpico de arremesso de peso em Berlim 1936.
Woellke fazia parte da força policial de Berlim. Durante a Segunda Guerra Mundial, foi capitão das forças de segurança, integradas nas Waffen-SS. Lutou na frente russa e foi morto por guerrilheiros numa emboscada da resistência em 26 de março de 1943 perto de Khatyn, na Bielorrússia, o que causou o assassinato em massa - 149 mortes - de habitantes da vila.